# Helene Riechers
Helene Riechers (* 6. Juni 1869 in Hamburg; † 15. Juli 1957 in Berlin; verheiratete Helene Fallscheer) war eine deutsche Schauspielerin. 

## Leben
Helene Riechers debütierte als Schauspielerin 1891 in Breslau. Es folgten Gastspiele in Memel (1892), Göttingen (1894) und von 1895 bis 1898 am Theater der Literatur in Leipzig. Von 1900 bis 1906 unternahm sie mehrere Tourneen, unter anderem mit Stücken von August Strindberg und Henrik Ibsen. In der Spielzeit 1906/1907 trat sie am Neuen Theater in Berlin auf. Neben der Schauspielerei widmete sie sich ab 1910 überwiegend der Tätigkeit als erste Vorsitzende des neu gegründeten Frauenkomitees der Genossenschaft Deutscher Bühnen-Angehöriger. Während der NS-Diktatur wurde ihr 1935 ein Auftrittsverbot erteilt.
Nach Ende des Zweiten Weltkrieges war sie von 1948 bis 1952 am Hebbel-Theater und ab 1952 am Deutschen Theater Berlin und den angeschlossenen Kammerspielen engagiert. Dort spielte sie wiederum vielfach tragende Rollen in Werken von August Strindberg und Henrik Ibsen.
Im Jahr 1954 wurde Helene Riechers der Goethepreis der Stadt Berlin verliehen. Sie arbeitete darüber hinaus auch als Schauspiellehrerin und unterrichtete den Schauspieler und Kabarettisten Hans Krause.
Ab 1950 wirkte Helene Riechers auch in verschiedenen Filmproduktionen mit. Darunter befanden sich die DEFA-Filme Das Beil von Wandsbek von Falk Harnack mit Erwin Geschonneck, Käthe Braun und Claus Holm und Die Unbesiegbaren von Arthur Pohl mit Willy A. Kleinau, Werner Peters und Karl Paryla. Ihren letzten Auftritt in einem Spielfilm hatte sie im Jahr 1956 als Musfrau in dem Märchenfilm Das tapfere Schneiderlein von Helmut Spieß mit Kurt Schmidtchen, Fred Kronström und Gisela Kretzschmar.
Helene Riechers verstarb am 15. Juli 1957 im Ostteil von Berlin.

## Filmografie
- 1950: Der Rat der Götter
- 1950: Die Jungen vom Kranichsee
- 1951: Das Beil von Wandsbek
- 1951: Corinna Schmidt
- 1952: Schatten über den Inseln
- 1953: Die Unbesiegbaren
- 1953: Die Geschichte vom kleinen Muck
- 1954: Hexen
- 1956: Das tapfere Schneiderlein

## Hörspiele
- 1955: Lieselotte Gilles/Gerhard Düngel: Der Doktor der Armen (Greisin) – Regie: Willi Porath (Hörspiel – Rundfunk der DDR)